# Donja Suvaja (Gračac)
Donja Suvaja falu Horvátországban Zára megyében. Közigazgatásilag Gračachoz tartozik.

## Fekvése
Zárától légvonalban 77, közúton 106 km-re, községközpontjától légvonalban 24, közúton 43 km-re északkeletre, Lika déli részén, a bosnyák határ közelében, az Una forrásánál  fekszik.

## Története
A török korban pravoszláv lakossággal telepített likai falvak közé tartozik. A településnek 1857-ben 995, 1910-ben 685 lakosa volt. Az első világháború után előbb a Szerb-Horvát-Szlovén Királyság, majd Jugoszlávia része lett. 1941. július 1-jén a faluba bevonuló usztasák az összes ott talált szerb lakost (224 főt) leöldösték. 1991-ben már a falu csaknem teljes lakossága szerb nemzetiségű volt. Lakói még ez évben csatlakoztak a Krajinai Szerb Köztársasághoz. A horvát hadsereg 1995 augusztusában a Vihar hadművelet során foglalta vissza a települést. Szerb lakói elmenekültek. A településnek 2011-ben 53 lakosa volt.

## Lakosság
| Lakosság változása | Lakosság változása | Lakosság változása | Lakosság változása | Lakosság változása | Lakosság változása | Lakosság változása | Lakosság változása | Lakosság változása | Lakosság változása | Lakosság változása | Lakosság változása | Lakosság változása | Lakosság változása | Lakosság változása | Lakosság változása |
| ------------------ | ------------------ | ------------------ | ------------------ | ------------------ | ------------------ | ------------------ | ------------------ | ------------------ | ------------------ | ------------------ | ------------------ | ------------------ | ------------------ | ------------------ | ------------------ |
| 1857               | 1869               | 1880               | 1890               | 1900               | 1910               | 1921               | 1931               | 1948               | 1953               | 1961               | 1971               | 1981               | 1991               | 2001               | 2011               |
| 995                | 1.187              | 842                | 558                | 529                | 685                | 511                | 455                | 362                | 340                | 184                | 163                | 161                | 153                | 48                 | 53                 |

## Nevezetességei
- Urunk mennybemenetele tiszteletére szentelt ortodox temploma[4] a temetővel a Srb-Donji Lapac út feletti dombon, a Stražbenica-hegy lábánál található. A templom 1878-ban épült késő barokk stílusban egyhajós hosszúkás épületként, keletelt, sokszögletű apszissal, a nyugati oldalon a főhomlokzat tengelyében harangtoronnyal, mely alatt a bejárat található. Külső méretei: hosszúsága az apszissal együtt 18 méter, szélessége 7 méter.
- Itt található az Una folyó forrása, melynek közelében öt malom található.
- Az Una forrása felett találhatók Lendek történelem előtti várának romjai.
- A Tujin-hegyen középkori vár romjai találhatók.